# Les Âmes fortes
Les Âmes fortes è un film del 2001 diretto da Raúl Ruiz.

## Trama
Therese conosce la ricca ed elegante signora Numance e la loro amicizia diventa sempre più stretta. Firmin, il compagno di Therese, riesce a fare in modo che la signora si allontani lasciando però Therese nella disperazione.